# Ludovico Maria Torriggiani
Luigi Torrigiani (Firenze, 18 ottobre 1697 – Roma, 6 gennaio 1777) è stato un cardinale italiano.

## Biografia
Nato a Firenze il 18 ottobre 1697, Ludovico Maria Torriggiani era figlio del marchese Giovanni Francesco Torriggiani e di sua moglie, Teresa del Nero. Egli fu l'ultimo membro della sua famiglia che era imparentata con papa Leone XI.
Ammesso alla Pontificia Accademia degli Ecclesiastici Nobili nel 1716, venne nominato Referendario del Tribunale della Segnatura Apostolica il 4 settembre 1721 e quindi Governatore di Rieti dal 23 settembre 1721 all'ottobre dell'anno successivo. Governatore della Città di Castello dal 17 agosto 1722 sino al marzo del 1728, divenne relatore della Sacra Congregazione della Sacra Consulta dal marzo di quell'anno.

Prelato della Sacra Congregazione per d'Immunità, venne inviato a Perugia come commissario generale per le provvigioni delle truppe spagnole che stavano attraversando l'Italia dal febbraio al novembre del 1734. Segretario della Congregazione per il Commercio di Antona nel 1735, egli venne anche incaricato di stendere i conti delle spese delle legazioni di Ravenna e Ferrara dall'ottobre del 1736. Segretario della Sacra congregazione per l'Immunità dall'aprile del 1737, divenne Segretario della Sacra Congregazione della Sacra Consulta dal settembre 1743 e nominato Protonotario apostolico soprannumerario dal giugno del 1746.
Creato cardinale diacono nel concistoro dal 26 novembre 1753, il 10 dicembre di quello stesso anno ricevette la berretta cardinalizia e la diaconia dei Santi Cosma e Damiano. Il 22 aprile 1754 optò per la diaconia dei Santi Vito e Modesto, ricevendo gli ordini minori il 1º giugno di quell'anno e il suddiaconato il giorno successivo. Partecipò al conclave del 1758 ove venne eletto papa Clemente XIII. Nominato dal nuovo papa Segretario di Stato dall'8 ottobre 1758, rimase in carica sino al 2 febbraio 1769 e nel frattempo, il 22 aprile 1765 optò per la diaconia di Sant'Agata alla Suburra. Prese parte al conclave del 1769 ove venne eletto papa Clemente XIV e nuovamente a quello del 1774-1775 ove venne eletto Pio VI. Segretario per la Sacra Consulta della Romana e Universale Inquisizione dal 22 febbraio 1775, rimase in carica sino alla sua morte.
Quando entrambi i suoi fratelli maggiori morirono senza lasciare eredi divenne marchese e si aprì la questione di come trasmettere il recente titolo, ottenuto proprio grazie alla pressione di Luigi su Clemente XIII (1768), in crisi dopo appena due generazioni.
Fu proprio il cardinale a decidere il da farsi, lasciando nel suo testamento i beni familiari e il titolo al secondogenito di sua nipote, Teresa Maria Torrigiani sposata a Giovanbattista Guadagni, purché egli rinunciasse al cognome paterno prendendo quello della madre: e fu così che Pietro Guadagni divenne il ricchissimo marchese Pietro Torrigiani. Facevano parte delle sue proprietà terreni e fabbricati in tutta la Toscana, fattorie, sei ville (di Panna, di Galliano, di Castelfiorentino, di San Martino alla Palma, di Quinto Alto e di Camigliano) e tre palazzi a Firenze (Palazzo Bartolini Torrigiani, il Casino in via del Campuccio e il Palazzo Torrigiani in via Romana) oltre ai beni immobili, le ricchezze monetarie e le rendite.
Il 6 gennaio 1777 morì a Roma e la sua salma venne esposta al pubblico e poi sepolta nella chiesa di San Giovanni dei Fiorentini a Roma, nella tomba che egli stesso aveva commissionato di costruire per sé.

## Ascendenza
|                              |                  |                              | Genitori                  |  |  | Nonni |  |  | Bisnonni            |  |  | Trisnonni       |  |
|                              |                  |                              |                           |  |  |       |  |  | Raffaele Torrigiani |  |  | Luca Torrigiani |  |
|                              |                  |                              |                           |  |  |       |  |  | Raffaele Torrigiani |  |  | Luca Torrigiani |  |
|                              |                  | Maria Simona Capponi         |                           |  |  |       |  |  | Raffaele Torrigiani |  |  |                 |  |
| Carlo Torrigiani             |                  |                              |                           |  |  |       |  |  | Raffaele Torrigiani |  |  |                 |  |
|                              |                  | Camilla Guidacci             | Carlo Guidacci            |  |  |       |  |  |                     |  |  |                 |  |
|                              |                  | Camilla Guidacci             | Carlo Guidacci            |  |  |       |  |  |                     |  |  |                 |  |
|                              |                  | Camilla Guidacci             | …                         |  |  |       |  |  |                     |  |  |                 |  |
| Giovanni Vincenzo Torrigiani |                  | Camilla Guidacci             |                           |  |  |       |  |  |                     |  |  |                 |  |
|                              |                  | Matteo "Vincenzo" Strozzi    | Vincenzo Strozzi          |  |  |       |  |  |                     |  |  |                 |  |
|                              |                  | Matteo "Vincenzo" Strozzi    | Vincenzo Strozzi          |  |  |       |  |  |                     |  |  |                 |  |
|                              |                  | Matteo "Vincenzo" Strozzi    | Camilla Ardinghelli       |  |  |       |  |  |                     |  |  |                 |  |
| Camilla Strozzi              |                  | Matteo "Vincenzo" Strozzi    |                           |  |  |       |  |  |                     |  |  |                 |  |
|                              |                  | Francesca Tempi              | Antonio Tempi             |  |  |       |  |  |                     |  |  |                 |  |
|                              |                  | Francesca Tempi              | Antonio Tempi             |  |  |       |  |  |                     |  |  |                 |  |
|                              |                  | Francesca Tempi              | …                         |  |  |       |  |  |                     |  |  |                 |  |
| Ludovico Maria Torriggiani   |                  | Francesca Tempi              |                           |  |  |       |  |  |                     |  |  |                 |  |
|                              | Filippo del Nero | …                            |                           |  |  |       |  |  |                     |  |  |                 |  |
|                              | Filippo del Nero | …                            |                           |  |  |       |  |  |                     |  |  |                 |  |
|                              | Filippo del Nero | …                            |                           |  |  |       |  |  |                     |  |  |                 |  |
| Luigi Maria del Nero         | Filippo del Nero |                              |                           |  |  |       |  |  |                     |  |  |                 |  |
|                              |                  | …                            | …                         |  |  |       |  |  |                     |  |  |                 |  |
|                              |                  | …                            | …                         |  |  |       |  |  |                     |  |  |                 |  |
|                              |                  | …                            | …                         |  |  |       |  |  |                     |  |  |                 |  |
| Teresa del Nero              |                  | …                            |                           |  |  |       |  |  |                     |  |  |                 |  |
|                              |                  | Cerbone II Bourbon del Monte | Ugolino Bourbon del Monte |  |  |       |  |  |                     |  |  |                 |  |
|                              |                  | Cerbone II Bourbon del Monte | Ugolino Bourbon del Monte |  |  |       |  |  |                     |  |  |                 |  |
|                              |                  | Cerbone II Bourbon del Monte | Anna Gondi                |  |  |       |  |  |                     |  |  |                 |  |
| Anna Maria Bourbon del Monte |                  | Cerbone II Bourbon del Monte |                           |  |  |       |  |  |                     |  |  |                 |  |
|                              |                  | Maria Franceschi             | Francesco Franceschi      |  |  |       |  |  |                     |  |  |                 |  |
|                              |                  | Maria Franceschi             | Francesco Franceschi      |  |  |       |  |  |                     |  |  |                 |  |
|                              |                  | Maria Franceschi             | …                         |  |  |       |  |  |                     |  |  |                 |  |
|                              |                  | Maria Franceschi             |                           |  |  |       |  |  |                     |  |  |                 |  |